# Alberto Corazza
Pour les articles homonymes, voir Corazza.
Alberto Corazza, né le 28 janvier 1930 à Fontanafredda et mort le 31 octobre 1967 à Meaux, est un joueur de football italien. Il évoluait au poste de gardien de but.

## Carrière
Alberto Corazza évolue au CS Le Thillot de 1952 à 1953 avant de rejoindre le FC Metz, où il joue jusqu'en 1959, faisant 193 apparitions sous le maillot grenat. Il rejoint ensuite l'Olympique de Marseille où il reste deux saisons, puis joue au SC Toulon de 1961 à 1962, et enfin au CS Meaux de 1962 à 1963.
Un stade de la ville de Meaux porte son nom.

## Statistiques
Au cours de sa carrière, Alberto Corazza dispute 125 matchs en Division 1 et 131 matchs en Division 2.